# Don Jon
Don Jon ist eine US-amerikanische romantische Komödie aus dem Jahr 2013. Sie ist das Regiedebüt des Hauptdarstellers Joseph Gordon-Levitt und variiert das Don-Juan-Motiv. In weiteren Rollen sind Scarlett Johansson und Julianne Moore zu sehen. Der Film hatte Premiere am 18. Januar 2013 beim Sundance Film Festival unter seinem ursprünglichen Titel Don Jon’s Addiction, unter dem er auch im Panorama der Berlinale 2013 gezeigt wurde. Er startete regulär am 14. November 2013 in den deutschen Kinos.

## Handlung
Der junge Italo-Amerikaner Jon ist Single. Er hat ein reges Sexleben ohne feste Bindungen. Wirkliche Erfüllung findet er jedoch nur bei der Masturbation mit Hilfe von Pornofilmen aus dem Internet. Jede Woche legt er beim Priester in der örtlichen Kirche eine Beichte ab, welche regelmäßig ausschließlich sein Sexleben betrifft. Beim Training im Fitnesscenter sagt er dabei jedes Mal seine aufgetragenen Gebete auf. An einem Abend im Club lernt er die attraktive Barbara kennen, die eine romantische Vorstellung von Zweisamkeit hat, welche auf dem Idealbild beruht, das Schnulzenfilme zeichnen. Er nimmt über Facebook mit ihr Kontakt auf und trifft sich mit ihr. Sie hält Jon zunächst auf Abstand und will erst seine Familie und Freunde kennenlernen. Jon lässt sich darauf ein und verhält sich auch sonst so, wie Barbara es von ihm verlangt: Auf ihren Wunsch hin besucht er die Abendschule und verzichtet darauf, sich im Baumarkt Putzmittel für seine Wohnung zu kaufen, weil Barbara es für nicht würdig hält, seine Wohnung selbst zu reinigen. Außerdem verlangt sie von Jon, keine Pornos mehr zu schauen, was dieser ebenfalls verspricht. In der Abendschule lernt er die ältere Esther kennen, die durch einen Autounfall Mann und Kind verlor. Sie sieht, wie Jon auf seinem Smartphone Pornos schaut, und kommt dadurch mit ihm ins Gespräch. Barbara stellt nach Durchsicht des Webseitenverlaufs seines Browsers fest, dass er sein Versprechen nicht gehalten hat, und trennt sich von ihm. Anfangs niedergeschlagen, wird Jon mit Hilfe seiner Schwester jedoch klar, dass Barbara ihn nur nach ihren Vorstellungen formen wollte. Jon beginnt, sich nun mit Esther zu treffen. Bei ihr kann er sich erstmals fallen lassen und wirklich auf eine – wenn auch ergebnisoffene – Beziehung einlassen.

## Kritiken
Der Film bekam gemischte bis positive Kritiken und bei Rotten Tomatoes erreichte Don Jon einen Wert von 81 %. Jedoch befanden nur 67 % der Zuschauer den Film als sehenswert. In der Internet Movie Database wurde Don Jon mit 6,6 bewertet.
Andreas Borcholte schreibt bei Spiegel Online, der Film sei „eine moderne Komödie über die zerstörerische Macht medialer Zerr- und Idealbilder“ und ein „brachial-unterhaltsames Regiedebüt“. Die Mittel des Films könne man zwar als „plakativ kritisieren“, jedoch sei es „der Hingabe und Schauspielkunst von Gordon-Levitt und Johansson zu verdanken, dass beide Figuren in ihrer tragikomischen Vernagelung dennoch ernstzunehmen sind.“
Für Martin Schwickert von der Hannoverschen Allgemeinen Zeitung ist der Film ein „erfrischendes Regiedebüt“ und ein „quirliges Lustspiel“. „Geschlechterklischees [würden] genauso wie die romantischen Konventionen lustvoll unterwandert.“ Es ginge dem Film „um die ‚Objektivierung‘ von Liebesbeziehungen und um das kriselnde, männliche Selbstverständnis im perfektionssüchtigen 21. Jahrhundert.“

## Altersfreigabe
Die ursprüngliche Fassung des Films erhielt in den USA nur eine Einstufung als NC-17 (No one 17 and under admitted) und wurde damit ebenso eingestuft wie harte Pornofilme. Diese Einstufung ist etwa vergleichbar mit einer FSK-18-Freigabe in Deutschland. Gordon-Levitt entschied sich, einige Pornodarstellungen zu entfernen, um die Einstufung R (Under 17 requires accompanying parent or adult guardian) zu erreichen,  etwa vergleichbar mit einer FSK-16-Freigabe. Andernfalls würde der Zuschauerkreis zu sehr eingeschränkt und es entstünde der Eindruck eines reinen Pornofilms.

## Deutsche Synchronisation
- Synchronfirma: Christa Kistner Synchronproduktion GmbH, Potsdam
- Dialogregie: Heike Kospach[7]

| Rolle   | Schauspieler         | Synchronsprecher   |
| Jon     | Joseph Gordon-Levitt | Robin Kahnmeyer    |
| Barbara | Scarlett Johansson   | Luise Helm         |
| Esther  | Julianne Moore       | Petra Barthel      |
| Jon Sr. | Tony Danza           | Stefan Fredrich    |
| Angela  | Glenne Headly        | Sabine Arnhold     |
| Monica  | Brie Larson          | Maximiliane Häcke  |
| Bobby   | Rob Brown            | Dennis Schmidt-Foß |
| Danny   | Jeremy Luke          | Tobias Müller      |